# 한울초등학교 (광주)
한울초등학교는 대한민국 광주광역시 북구에 있는 초등학교다.

## 학교 연혁
- 2004.11.08. 한울초등학교 설립 인가
- 2008.03.01. 한울초등학교 개교 (20학급)
- 2008.03.01. 제1대 고동좌 교장 취임
- 2009.02.17. 제1회 졸업(110명)
- 2009.03.01. 3학급 증설(23학급)
- 2009.09.01. 돌봄 교실 개설
- 2010.02.12. 제2회 졸업(108명)
- 2010.03.01. 시지정 호국보훈 영역 연구학교 지정 (1/2)
- 2010.03.01. 특수학급 개설(24학급)
- 2010.09.01. 제2대 배상선 교장 취임
- 2011.02.19. 제3회 졸업(106명)
- 2011.10.11. 시지정 호국보훈 영역 연구학교결과 보고(2/2)
- 2012.02.14. 제4회 졸업 (101명)
- 2012.03.01. 1학급 증설 (25학급)
- 2012.09.01. 제3대 이문섭 교장 취임
- 2012.12.27. 2012학년도 학교평가 우수학교 선정
- 2013.02.15. 제5회 졸업(107명)
- 2013.03.01. 시지정 학교 스포츠 클럽 활성화 시범학교 지정(1/1)
- 2014.02.14. 제6회 졸업(102명, 총 634명)
- 2014.03.01. 한울초등학교병설유치원 1학급 개원
- 2014.12.29. 2014학년도 학교평가 우수학교 선정
- 2015.02.13. 제7회 졸업(82명, 총 716명)
- 2015.02.17. 역사관 개관
- 2015.03.01. 교육부요청 학교스포츠클럽 연구학교 지정(1/1)
- 2018.03.01. 1학급 증설 (26학급, 2011년생 학급 4학급에서 5학급으로 증설)
- 2021.01.14. 제13회 졸업
- 2023.01.04. 제15회 졸업(졸업생-84명, 총 학생수-553명)